# Gelora 10 novemberstadion
Het Gelora 10 novemberstadion is een multifunctioneel stadion in Surabaya, een stad in Indonesië (Oost-Java). Tot 1954 heette dit stadion Tambaksariveld en tussen 1954 en 1969 Tambaksaristadion.
Het stadion wordt vooral gebruikt voor voetbalwedstrijden, de voetbalclub Persebaya Surabaya maakt gebruik van dit stadion. In het stadion is plaats voor 30.000 toeschouwers. 